# Stepnohirśk
Stepnogorsk (ukr. Степногірськ / Stepnohirsk) – osiedle typu miejskiego na Ukrainie w rejonie wasylowskim obwodu zaporoskiego.

## Historia
Wieś założona w 1918 w guberni taurydzkiej.
Status osiedla typu miejskiego posiada od 1987.
W 1989 liczyło 6083 mieszkańców.
W 2025 liczy 350 mieszkańców.